# 欧美同学会

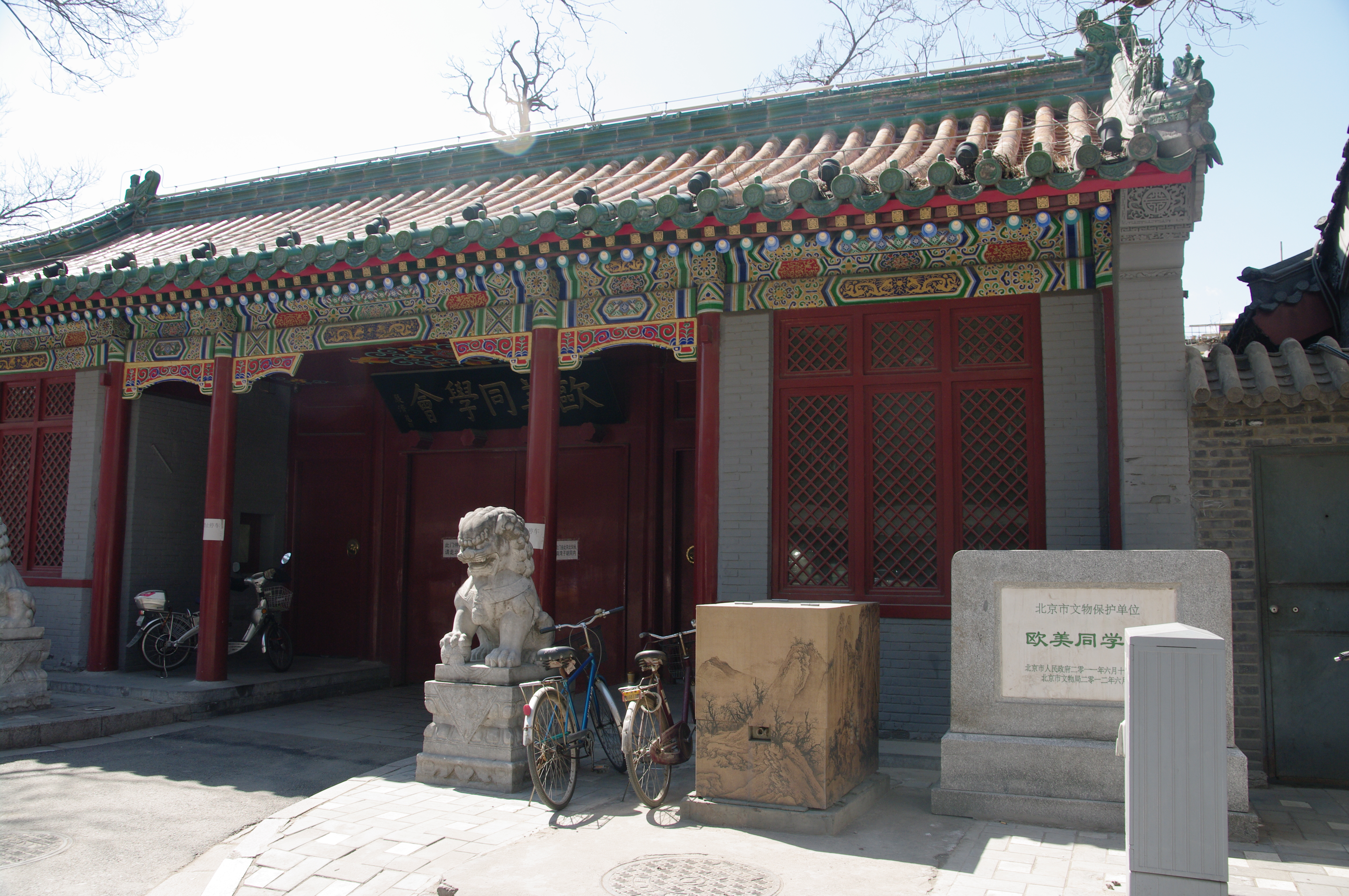
欧美同学会大门

欧美同学会，又称中国留学人员联谊会，是由中国留学海外各国归国学生组成的中共统战团体，由中共中央统战部代管。

## 历史
该会于1913年10月由顾维钧、梁敦彦、詹天佑、蔡元培、颜惠庆、王正廷、周诒春等共同发起，联合北京、天津的留学归国人员在北京创建。文化大革命期间曾停止活动，1982年恢复活动。该会会址设在原普胜寺内。
该会现由中共中央书记处领导，中共中央统战部代管。该会原名“欧美同学会”，2003年增冠“中国留学人员联谊会”会名。 
该会宗旨为：“修学、游艺、敦谊、励行”。

## 机构设置
欧美同学会·中国留学人员联谊会总部设置下列机构：

### 内设机构
- 行政事务管理部
- 人事文秘部
- 会员工作部
- 联络工作部
- 社会服务部
- 宣传部

### 直属事业单位
- 北京欧美同学咨询中心

### 主管社会团体
国别分会
- 留苏同学会
- 留法同学会
- 留意同学会
- 留日同学会
- 中东欧同学会
- 留美同学会
- 留英同学会
- 德奥同学会
- 留北欧同学会
- 留拉美同学会
- 留澳大利亚、新西兰同学会
- 东南亚和南亚同学会
- 千人计划专家联谊会
- 欧美同学会·中国留学人员联谊会商务人士委员会
- 留瑞士同学会
- 朝韩同学会
- 留加同学会

会员单位
- 天津市留学生联谊会
- 河北留学人员联谊会
- 山西欧美同学会·山西留学人员联谊会
- 吉林省留学人员联谊会
- 黑龙江省欧美同学会
- 上海市欧美同学会·上海市留学人员联合会
- 浙江省欧美同学会
- 福建省留学生同学会
- 江西省留学人员联谊会
- 山东省欧美同学会（山东省留学人员联谊会）
- 湖北欧美同学会·湖北留学人员联合会
- 湖南欧美同学会·湖南留学人员联合会
- 广西留学人员联谊会（广西欧美同学会）
- 海南欧美同学会
- 重庆欧美同学会
- 贵州留学人员联谊会·贵州欧美同学会
- 云南省留学人员联谊会
- 陕西省留学人员联谊会
- 甘肃省欧美同学会·甘肃省留学人员联谊会
- 新疆留学人员联谊会
- 大连市归国留学人员联谊会
- 长春市留学人员联谊会
- 哈尔滨市留学人员联谊会
- 南京欧美同学会（南京留学人员联谊会）
- 厦门市留学联谊会
- 青岛欧美同学会（青岛留学人员联谊会）
- 济南留学人员联谊会
- 武汉欧美同学会·武汉留学人员联谊会
- 广州欧美同学会
- 四川欧美同学会·四川留学人员联谊会
- 欧美同学会企业家联谊会
- 江苏省欧美同学会
- 北京市欧美同学会（北京市留学人员联谊会）

## 历任会长
| 姓名   | 照片 | 任职时间          | 备注                                                |
| ------ | ---- | ----------------- | --------------------------------------------------- |
| 梁敦彥 |      | 1913年-1918年     |                                                     |
| 陸徵祥 |      | 1918年-1925年     | 会长                                                |
| 王正廷 |      | 1925年-1920年代末 | 董事长                                              |
| 胡适   |      | 1920年代末-1949年 | 总理事长                                            |
| 李宗恩 |      | 1949年-1950年     | 理事长                                              |
| 严济慈 |      | 1950年-1951年     | 理事长                                              |
| 曹日昌 |      | 1952年-1953年     | 理事长                                              |
| 章元善 |      | 1953年-1955年     | 理事长                                              |
| 李宗恩 |      | 1955年-1956年     | 主任委员                                            |
| 陈岱孙 |      | 1957年-1958年     | 主任委员                                            |
| 叶景莘 |      | 1958年-1961年     | 主任委员                                            |
| 竺可桢 |      | 1961年-           | 主任委员                                            |
| 茅以升 |      | 1982年-1991年     | 1982年任代主任委员 1986年至1991年任第一届理事会会长 |
| 卢嘉锡 |      | 1991年-1995年     | 第二届理事会会长                                    |
| 吴阶平 |      | 1995年-1999年     | 第三届理事会会长                                    |
| 丁石孙 |      | 1999年-2003年     | 第四届理事会会长                                    |
| 韩启德 |      | 2003年-2013年     | 第五、六届理事会会长                                |
| 陈竺   |      | 2013年-2021年     | 第七届理事会会长                                    |
| 丁仲礼 |      | 2021年至今        | 第八届理事会会长                                    |